# Il Pasquino
Il Pasquino fu un settimanale satirico fondato a Torino nel 1856 dai giornalisti Giuseppe Augusto Cesana e Giovanni Piacentini, pubblicato fino al 1930, quando fu soppresso dal fascismo.

## Storia

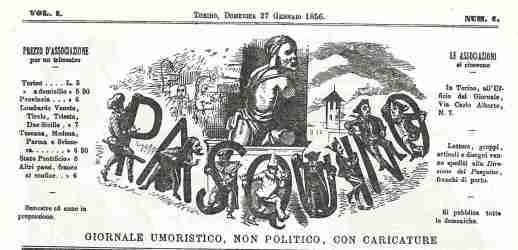
Testata del primo numero, uscito il 27 gennaio 1856

Il primo numero uscì il 27 gennaio 1856, con una testata disegnata dal caricaturista Casimiro Teja. Settimanale in uscita la domenica, di ispirazione liberale, aspirava a rivolgersi a tutti gli italiani e per questo prendeva il nome dalla "statua parlante" di Roma, simbolo per eccellenza della satira politica.
Teja lo diresse per quarant'anni, fino all'ultimo giorno della propria vita. Nel 1861 Teja coniò l'espressione "Piove, governo ladro!", come didascalia di una vignetta apparsa in occasione di una manifestazione di mazziniani andata a monte a causa della pioggia.
Inizialmente Il Pasquino non si interessò di politica, anche per non entrare in concorrenza con l'altro periodico torinese Il Fischietto, ma un po' per volta iniziò a occuparsene sempre più apertamente, tanto da interessare la censura. Anche dopo il trasferimento della capitale (e di uno dei suoi fondatori, Giuseppe Cesana) a Firenze, Il Pasquino rimase pubblicato a Torino: il suo direttore Teja dichiarò in proposito: «Fuori Torino, Pasquino non potrebbe vivere.»
La sua satira adottò sempre toni piuttosto delicati, tanto che lo scrittore Edmondo De Amicis dichiarò «tutti gli avversari che Teja bollò nel Pasquino gli possono stringere la mano».
Tra i suoi bersagli più frequenti compariva il politico Agostino Depretis, "l'uomo del trasformismo". Alla satira politica e di costume si affiancarono nel tempo rubriche dedicate alla moda ("Mode"), alle recensioni ("Biblioteca") e al teatro ("Colpo di Cassa").
La sua influenza sul pubblico fu tale che a Roma uscirono anche un Pasquino di Roma, nel 1870, e un Figlio di Pasquino, nel 1893.
Dopo la morte di Teja nel 1897, la rivista fu diretta da Giorgio Ansaldi (Dalsani), Luigi Sapelli (Caramba), Eugenio Colmo (Golia), Giovanni Manca, Tarquinio Sini e Enrico Gianeri (Gec).
Nel 1930 Il Pasquino fu soppresso dal regime fascista. Dopo la seconda guerra mondiale il Pasquino, sotto la direzione di Gianeri, riprese le pubblicazioni fino al 1956.